# Metropolia di Apollonia e Fier

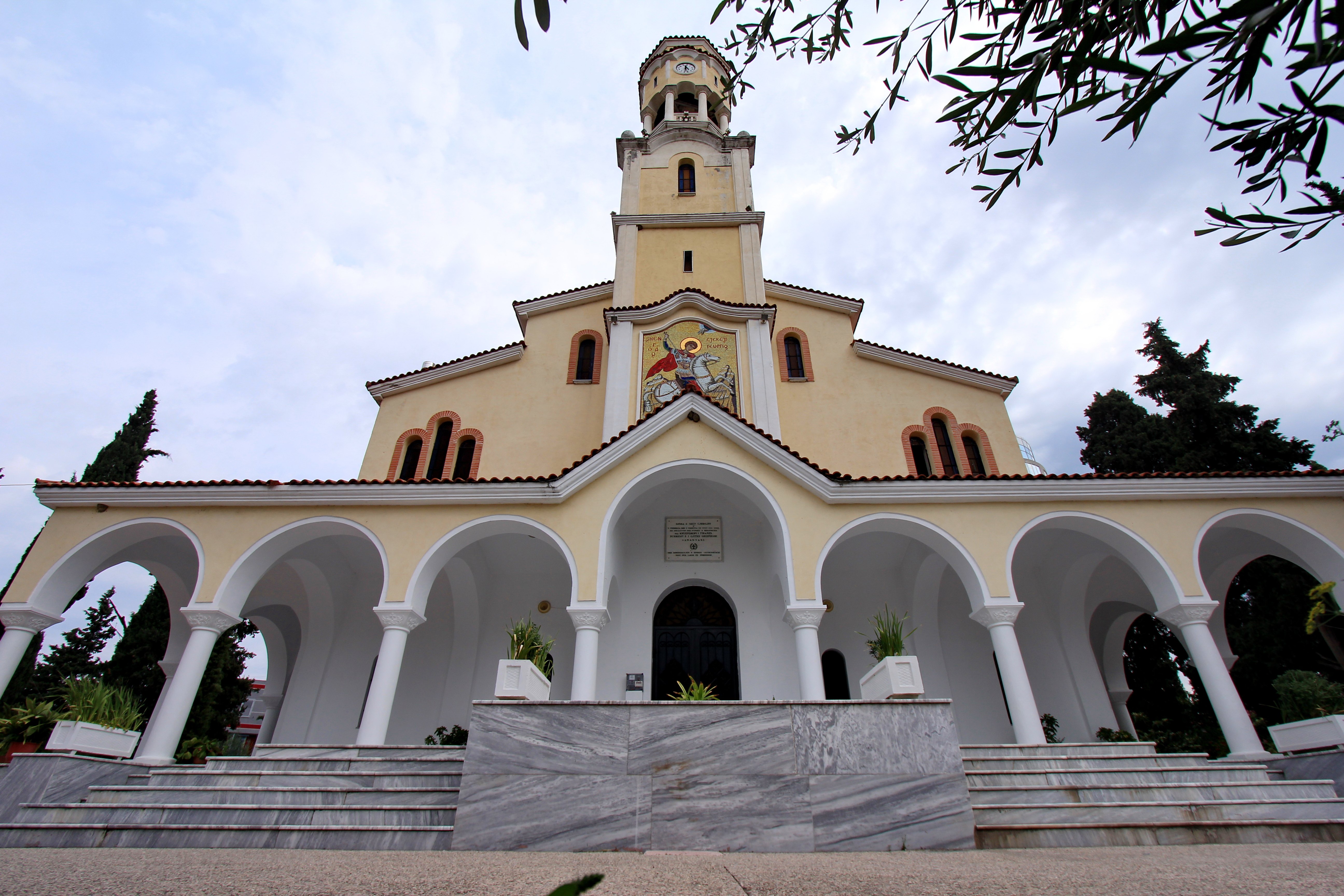
La cattedrale di San Giorgio di Fier.

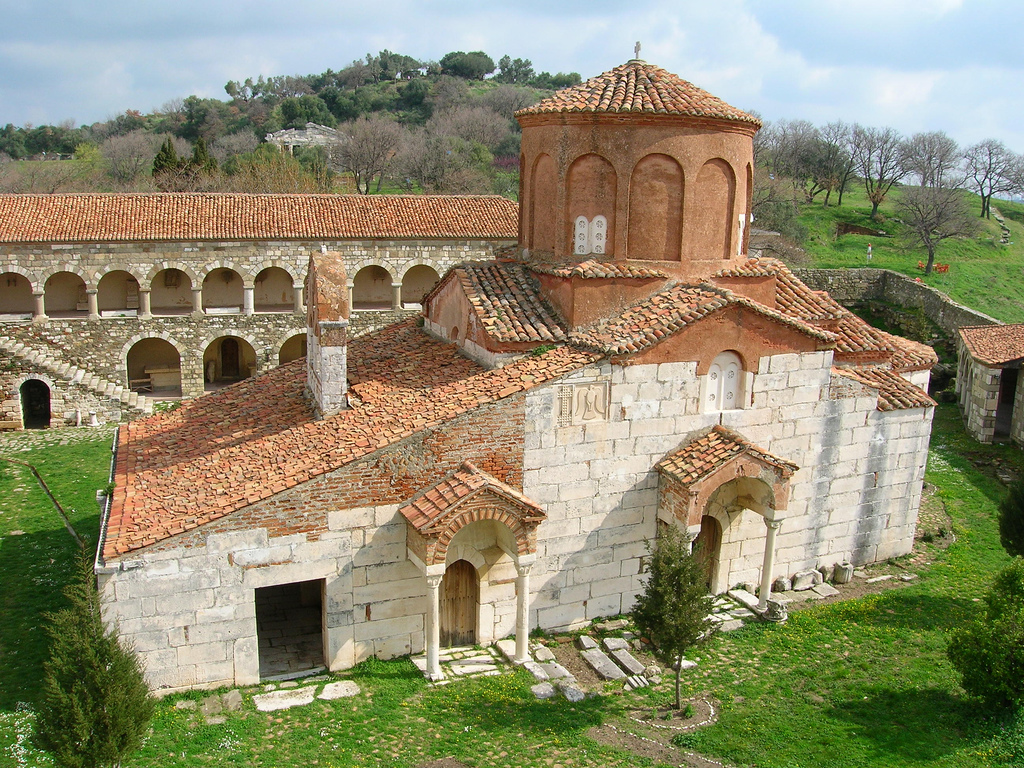
La chiesa di Santa Maria, Apollonia.

La metropolia di Apollonia e Fier (in albanese: Mitropolia e Shenjtë e Apollonisë dhe Fierit) è una delle 6 circoscrizioni ecclesiastiche che costituiscono la Chiesa ortodossa albanese.
Dal 16 aprile 2016 il metropolita è Nicola Hyka.

## Territorio
La metropolia si trova nella parte sud-occidentale dell'Albania, e comprende i comuni di Fier e Patos nella prefettura di Fier.
Sede metropolitana è la città di Fier, dove si trova la cattedrale di San Giorgio.

## Storia
La metropolia è stata eretta dal Santo Sinodo della Chiesa ortodossa albanese il 7 aprile 2016, ricavandone il territorio dalla metropolia di Berat.
Il nome della metropolia fa riferimento all'antica sede di Apollonia, che fu una diocesi in epoca romano/bizantina, attestata nel V secolo.
Il primo metropolita è Nicola Hyka, già vescovo titolare di Apollonia e ausiliare dell'arcivescovo di Tirana e Durazzo. È stato intronizzato nella cattedrale di San Giorgio di Fier il 16 aprile 2016.

## Cronotassi
- Nicola Hyka, intronizzato il 16 aprile 2016